# Giovanni Battista Passeri (archéologue)
Pour les articles homonymes, voir Giovanni Battista Passeri et Giovanni Battista Passeri (homonymie).
Giovanni Battista Passeri est un archéologue italien né à Farnèse près de Rome le 10 novembre 1694 et mort à Pesaro le 4 février 1780.

## Biographie
Son père, médecin reconnu, l’envoie faire son éducation à Rome. Le jeune Passeri s’adonne avec ardeur à l’étude des belles-lettres, du dessin des antiquités, de la numismatique, compose beaucoup de vers, une tragédie, des Comédies, puis apprend la jurisprudence sous Gravina, obtenant le diplôme de docteur à Pérouse (1716) et suit alors la carrière administrative.
Passeri remplit diverses fonctions dans les États pontificaux lorsque, étant devenu veuf (1738), il entre dans les ordres (1741). À partir de cette époque, il devient successivement vicaire général à Pesaro, auditeur de rote à Ferrare, protonotaire apostolique et antiquaire du grand-duc de Toscane.
Tout en remplissant ces diverses fonctions, Passeri se passionne pour l’archéologie. Il est membre de la Société royale de Londres et de l’Académie d’Olmütz.

## Œuvres
Parmi ses nombreux écrits, nous citerons : Lucernæ fictiles (Pesaro, 1739-1743-1751, 3 vol. in-fol.), sur les lampes antiques ; Selecta monumenta eruditæ antiquitatis dissert. VIII (Florence, 1750, in-4°) ; Della Seccatura (1753-1755, S vol.) ; Picturæ Etruscorum in vasculis, nunc primum in unum collectæ (Rome, 1767-1770-1775, 3 vol. in-fol.), etc. On lui doit, en outre, de nombreux mémoires et vingt-cinq ouvrages restés manuscrits, parmi lesquels nous citerons : Thesaurus gemmarum veterum (3 vol.).

## Source
- « Giovanni Battista Passeri (archéologue) », dans Pierre Larousse, Grand dictionnaire universel du XIXe siècle, Paris, Administration du grand dictionnaire universel, 15 vol., 1863-1890 [détail des éditions].